# Pilar Mañas Brugat
María del Pilar Mañas Brugat (Saragosse, 24 juillet 1975) est une femme militaire espagnole, premier officier de l'Armée de l'air des Forces armées espagnoles (FAS) à prendre le commandement d'une unité en 2017 et nommée "Femme de référence" par l'Institut de la femme du gouvernement de l'Espagne en 2018. En 2020, elle a reçu l'Ordre royal et militaire de Saint-Herménégilde et en 2022, la médaille commémorative de l'opération Balmis.

## Biographie
Elle est née dans une famille de tradition militaire : son arrière-grand-père maternel est officier de la Garde civile et deux frères de sa grand-mère ont participé au Débarquement d'Al Hoceima. Mañas déclare que l'atmosphère militaire est présente chez elle « depuis que nous étions petits, à travers les photos, les livres militaires et les uniformes que nous avions à la maison ».
Sa sœur, Teresa de Jesús Mañas Brugat, est également membre de l'armée, étant capitaine du 52e groupe de réguliers du commandement général de Melilla et plus tard capitaine d'infanterie de l'armée espagnole, affectée au régiment blindé no 4 de Pavie, appartenant à la brigade Aragon I de Saragosse. Les sœurs Mañas Brugat sont des pionnières, chacune avec sa propre carrière,.
Elle se forme à Murcie et commence sa carrière professionnelle à Madrid, mais garde un lien fort avec sa terre natale, l'Aragon.

## Parcours
Mañas est contrôleur du trafic aérien et contrôleur d'interception. Elle suit une formation au milieu des années 1990 à l'Académie générale de l'air de San Javier (Murcie) : après une préparation intensive au concours, elle entre à l'Académie en septembre 1995, formation qu'elle termine en en juillet 1998 en tant qu'officier contrôleur aérien spécialisé dans la CAO (circulation aérienne opérationnelle), y compris l'aérodrome, l'approche et la zone, ainsi qu'en tant que contrôleur d'interception. Après avoir obtenu son diplôme, sa première affectation est celle de chef des opérations et de l'instruction à l'escadron opérationnel de circulation aérienne (ECAO Madrid) dans la municipalité madrilène de Torrejón de Ardoz, de 1998 à 2003. Les escadrons de circulation aérienne opérationnelle sont l'instrument qui permet l'utilisation partagée sûre et fluide de l'espace aérien pour les aéronefs de la circulation aérienne générale et de la circulation aérienne opérationnelle,.
Par la suite et pendant 10 ans, entre 2003 et 2013, elle est stationnée sur la base aérienne de Torrejón de Ardoz, dans le service de recherche et de sauvetage aérien (SAR). Elle est coordinatrice des missions et des opérations de recherche et de sauvetage, assumant entre autres la responsabilité de guider les recherches des ressources aériennes, de sauver les avions écrasés et de sauver des vies. À ce stade, elle est promue capitaine. Après cette décennie de service dans la SAR, Mañas est affectée en novembre 2013 au 47e groupe de forces aériennes conjointes, également situé sur la base de Torrejón de Ardoz. Elle exerce des fonctions spécifiques de renseignement entre 2013 et 2017 au sein de l'escadron d'exploitation et en tant que chef de l'IKM (Information and Knowledge Management).
Après 20 ans de carrière, elle est promue commandant en 2017 et se voit confier la responsabilité de l'unité de l'escadron opérationnel de circulation aérienne (ECAO Madrid), retrouvant ainsi sa première affectation,. Le 2 août de la même année, elle devient la première femme à prendre le commandement d'une unité de l'armée de l'air espagnole. Elle prend la tête de l'escadron opérationnel de circulation aérienne (ECAO) de Madrid lors d'une cérémonie qui se déroule à la base aérienne de Torrejón de Ardoz. La cérémonie voit la participation d'autorités militaires et civiles. Cet événement historique est rapporté dans les médias et sur les réseaux sociaux, recevant les félicitations, entre autres personnes et institutions, de la ministre de la Défense, María Dolores de Cospedal,,,,,.
En tant que chef de l'unité de l'ECAO Madrid entre 2017 et 2020, elle a dirigé l'équipe de 35 personnes qui contrôle l'une des quatre zones dans lesquelles est divisé l'espace aérien espagnol, en coordination avec les contrôleurs civils, afin de s'assurer que les avions de l'État effectuent leurs trajets sans incident et arrivent à destination dans les meilleurs délais. Elle est chargée « d'exercer le contrôle du trafic aérien opérationnel et de coordonner l'utilisation partagée sûre et fluide de l'espace aérien entre le trafic aérien militaire et civil ». Ce travail comprend les aéronefs transportant le monarque et les membres de la famille royale, le gouvernement et les autorités, les évacuations aériennes, les transferts vers des zones opérationnelles et les rapatriements, ou le transport d'aide humanitaire.

« Je m'avoue chanceuse et fière de revenir à l'endroit où j'ai commencé ma carrière professionnelle. Je me sens dans l'obligation de donner tout ce dont je suis personnellement et professionnellement capable pour mener à bien mon mandat, et pour faire en sorte que l'unité conserve le prestige et le professionnalisme qui la caractérisent. »

— Pilar Mañas Brugat
Dans Ejércitos, magazine consacré à l'armement, à la politique de défense et aux forces armées, l'article du 2 août 2017 relatant la nomination de Mañas se conclut par « une nouvelle à féliciter (…). Petit à petit, l'égalité devient la nouvelle norme dans nos forces armées ».
En février 2020, elle est l'une des principaux acteurs de la résolution positive de l'incident impliquant un avion d'Air Canada qui a dû survoler Madrid pendant des heures avant d'effectuer un atterrissage forcé. Cet exploit, coordonné avec d'autres spécialistes et une grande équipe, a été rendu public et a fait l'objet d'un article "Incidente Aéreo Air Canada" dans le Magazine de l'aéronautique et de l'astronautique (en espagnol, Revista de Aeronáutica y Astronáutica) publié en mai 2020.
En août 2020, elle est affectée au bureau du chef d'état-major de l'armée de l'air (JEMA), en tant que responsable des relations institutionnelles et du protocole, responsable de la communication et du site internet ainsi qu'assistante occasionnelle du JEMA, étant un travail plus institutionnel. La même année, elle a été l'une des personnes choisies dans le cadre du projet Je vous applaudis (en espagnol, Yo te aplaudo) pour sa contribution à la lutte contre le COVID-19 pendant la pandémie. En 2021, à l'occasion du défilé militaire du 12 octobre à Madrid, Mañas a été l'expert militaire de l'équipe de la diffusion offerte par la télévision publique espagnole à travers La 1, Canal 24 Horas, TVE Internacional et RTVE Play, avec le journaliste Xabier Fortes et d'autres.

## Prix
Parmi les récompenses reconnaissant sa carrière, citons les suivantes :
- 2021 : Prix Meilleure directive de l'année de l'Association Espagnole de Femmes Chefs d'entreprise (Asociación Española de Mujeres Empresarias, ASEME)
- 2018 : Prix à la femme inspiratrice dans les Prix Inspiring Girls[18]
- 2018 : Femme de l'An de Foro Madrid Tercer Milenio (FMTM)
- 2018 : Femme de référence de l'Institut des Femmes du gouvernement espagnol[19]

## Distinctions
La commandante Mañas est titulaire des distinctions militaires suivantes :
- 2022 : Médaille commémorative de l'Opération Balmis
- 2020 : Encomienda de l'Ordre royal et militaire de Saint-Herménégilde
- 2015 : Croix (Cruz) de l'Ordre royal et militaire de Saint-Herménégilde
- 2004 : Croix du Mérite Aéronautique (Insigne Blanche)
- 2002 : Mention honorifique militaire de l'Espagne

## Engagement
Depuis 2017, elle collabore avec la Fondation Inspiring Girls en Espagne, dont elle est membre du conseil consultatif et ambassadrice, en promouvant les vocations auprès des enfants afin qu'ils puissent se consacrer à ce qui les passionne quand ils seront grands. Pour promouvoir les femmes du futur, elle participe à des événements aux côtés d'autres femmes de référence comme l'athlète olympique Carlota Castrejana, ou avec Raquel Sáez, Gloria Ortega, Victoria Alejandre, Verónica Fernández ou Eire García, qui ont donné un visage au projet "Briser les stéréotypes dans les écoles", qui a abouti à la présentation d'un audiovisuel décrivant l'expérience,,,,.
En 2018, elle a été désignée par l'Institut de la femme et de l'égalité des chances du gouvernement espagnol comme "Femme de référence" lors de la première édition de ces prix, pour avoir brisé les barrières et avoir été une référence pour d'autres femmes, et "Femme de l'année" par le Foro Madrid Tercer Milenio (FMTM), représentant toutes les aviatrices de l'armée de l'air espagnole,.